# Internationale Elektrizitätsausstellung

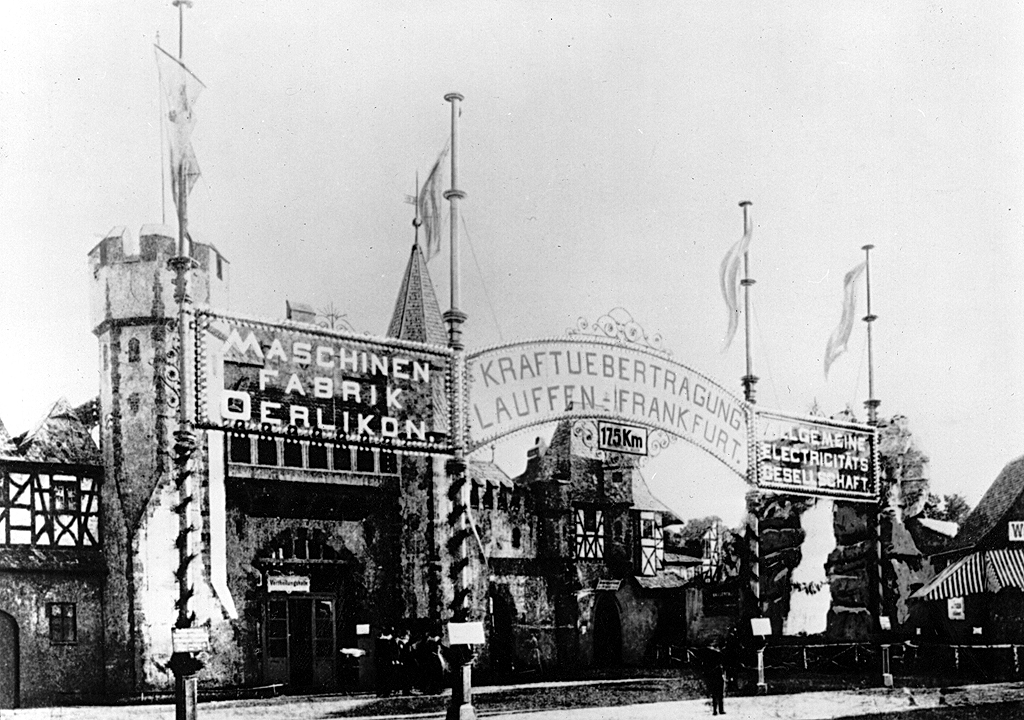
Der elektrifizierte Arkadenbogen der Internationalen Elektrotechnischen Ausstellung 1891 in Frankfurt am Main, bestückt mit 1000 Glühlampen, deren Energie über eine 175 km lange Überlandleitung aus Lauffen am Neckar übertragen wurde. Im Hintergrund der künstliche Wasserfall.

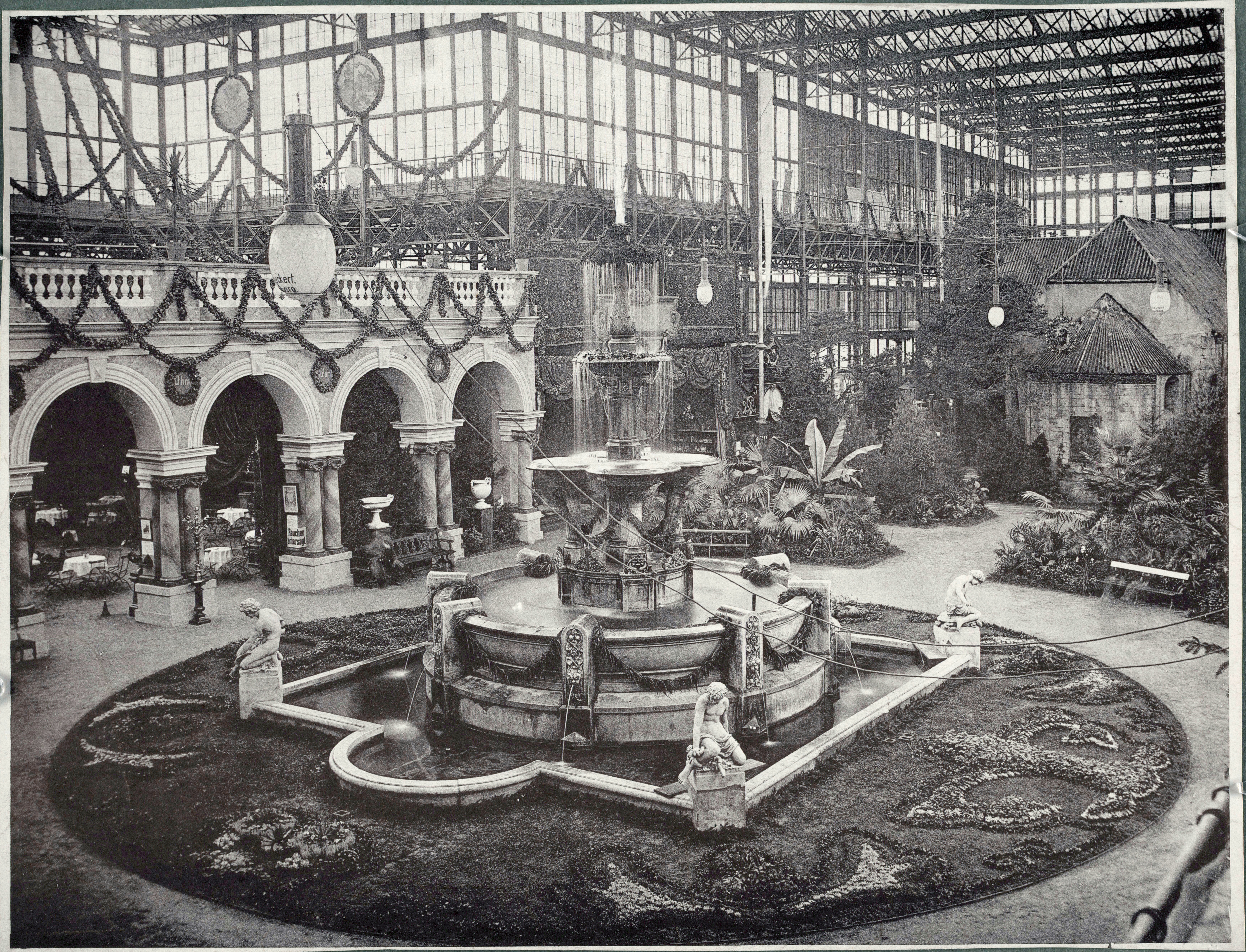
Internationale Elektrizitätsausstellung 1882 im Glaspalast München

Internationale Elektrizitätsausstellungen waren eine Reihe von Ausstellungen, in denen ab 1881 die neuesten Entwicklungen auf dem Gebiet der Elektrotechnik gezeigt wurden.
Die Erste Internationale Elektrizitätsausstellung (Exposition internationale d'Électricité) fand ab 10. August 1881 erstmals in Paris statt. Tausend Glühlampen, damals noch „Edison-Leuchten“ genannt, erstrahlten auf dem Gelände und es gab dort Versuchsstände, an denen das Publikum Glühlampen ein- und ausschalten durfte. Auch Siemens & Halske waren mit der ersten elektrischen Straßenbahn vertreten. Die Fahrt im 50-Personen-Wagen von der Place de la Concorde zum auf dem Ausstellungsgelände befindlichen Palais de l’Industrie stieß auch bei der Pariser Bevölkerung auf große Begeisterung und trug wesentlich dazu bei, den Namen Siemens „den Parisern geläufig zu machen“ – wie Werner von Siemens seinem Bruder Carl nach Russland schrieb.
Ab 16. September 1882 gastierte die Ausstellung unter dem Titel „Electricitäts-Ausstellung“ im Glaspalast in München. Organisator der ersten Ausstellung in Deutschland war Oskar von Miller, der spätere Gründer des Deutschen Museums. Oskar von Miller leitete auch die Ausstellung im Jahr 1891 in Frankfurt am Main.
Im Rahmen der Internationalen Elektrizitätsausstellung wurden mehrfach Anlagen zur elektrischen Energieübertragung gezeigt, wobei auch stets ein auf dem Ausstellungsgelände befindlicher Wasserfall gehörte, der durch die Gleichstromfernübertragung Miesbach–München angetrieben wurde. Dies war eine 57 km lange Telegrafenleitung, die den elektrischen Strom, der von einer dampfbetriebenen 1,5 PS Dynamomaschine erzeugt wurde, von Miesbach nach München transportierte. Damals war es noch Gleichstrom, der übertragen wurde und die Pumpe für den 2,5 m hohen Wasserfall mit Strom versorgte. Der Wirkungsgrad betrug nur 25 %.
1883 fand die erste „Internationale Electrische Ausstellung“ in Wien statt. Gleichzeitig wurde der „Elektrotechnische Verein Österreichs“ und das elektrotechnische Institut an der Technischen Hochschule in Wien gegründet. Vom 8. August bis 15. September 1913 setzte die „Elektrizitätsausstellung für Haushalt und Gewerbe“ in Basel neue Maßstäbe für die Schweiz. Sie wurde von 200.000 Personen besucht und warf an Eintrittsgeldern 105.000 Franken statt der budgetierten 85.000 ab.